# United Freestyler
Die United Freestyler sind eine multidisziplinäre Showgruppe aus Köln, die sich neben dem Schwerpunkt Fußball-Freestyle auf weitere Freestyle-Disziplinen wie Basketball-Freestyle, Breakdance, Parkour, Tricking, Freerunning, Footbag, BMX-Freestyle und Frisbee-Freestyle spezialisiert hat.

## Geschichte
Die United Freestyler wurden 2003 von der Sportmarketing- und Eventagentur „4attention“ aus Köln gegründet. Im Zuge einer weltweiten Werbekampagne von Nike wurden die besten Künstler aus den unterschiedlichsten Freestyle-Disziplinen ermittelt. Einige der besten Freestyler traten im Anschluss an die Kampagne unter dem Namen „Nike Freestyler“ auf. 2009 wurde die Showgruppe aufgrund der Erweiterung um die Disziplinen Parkour, Tricking, Freerunning, Footbag, BMX-Freestyle und Frisbee-Freestyle in United Freestyler umbenannt. Im Bereich Breakdance kooperieren die United Freestyler mit der Tanzgruppe Flying Steps.
Mit ihren Shows und Choreographien tritt die Showgruppe weltweit auf Messen, Events, Sportveranstaltungen oder Kundenveranstaltungen auf, sind zu Gast in TV-Sendungen oder Darsteller in Werbe- und Kinofilmen. Mehrere Guinness-Weltrekorde werden von der Showgruppe gehalten. Dominik Kaiser und Timo Löhnenbach stellten im Rahmen des Champions League Finales 2007 in Athen den Weltrekord für die längste Dauer bei Kopfbällen paarweise auf (8min 6s). Der Rekord im Jahr 2010 für die meisten „around the moon-tricks“ in einer Minute wurde von Adrian Fogel aufgestellt (61).
Freestyler Adrian war zudem im Fernsehspot zur WM 2006 als Trick-Double von Franz Beckenbauer zu sehen und wurde im Jahr 2007 Wettkönig bei Wetten, dass..? in China.
Die Freestyler Dominik Kaiser (2008) und Timo Löhnenbach (2009) gewannen die beiden ersten nationalen Red Bull Street Style Qualifier in Deutschland. Beim YouTube Secret Talent Award 2009 belegten die Fußball-Freestyler der Showgruppe den zweiten Platz. Die United Freestyler nahmen 2010 bei Das Supertalent teil und erreichten das Halbfinale der Liveshows.
2011 wurde die United Freestyler Base in Köln gegründet, die es Jugendlichen und Kindern ermöglicht, die Tricks der Fußball-Freestyle-Profis zu erlernen.

## Mitglieder
- Mohamed Azzahhafi (Mo Jamal)[3]
- Timo Löhnenbach, seit 2006
- Mike Niidas
- Johannes Herr (Hannser)

## Erfolge
- 2005: Gewinner EA Sports Competition
- 2005: Gewinner beim „MTV & Braun Free Your Style“ – Contest
- 2007: Guinness-Buch der Rekorde – längste Dauer Kopfbälle[1]
- 2008: Gewinner Red Bull Street Style Germany